# Chedraui
Chedraui ist ein mexikanisches Einzelhandelsunternehmen mit Supermärkten in Mexiko unter verschiedenen Namen: Almacenes Chedraui, Tiendas Chedraui und Super Che. Es hat auch Geschäfte in den südwestlichen Bundesstaaten der Vereinigten Staaten unter dem Namen „El Super“. Die Gruppe ist in 21 Staaten der mexikanischen Republik mit mehr als 100 Filialen und 32 Einkaufszentren präsent.

## Geschichte
Der Name der Gruppe stammt vom Nachnamen ihres Gründers, Herrn Lázaro Chedraui, einem libanesischen Emigranten, der zusammen mit seiner Frau Ana Caram um 1920 eine Kurzwarenhandlung in der Stadt Xalapa, Veracruz, gründete. Ursprünglich hieß das Unternehmen Hafen von Beirut, was seinen Ursprung deutlich macht, aber sie würden das Haus von Chedraui 1927 adoptieren: Das einzige Vertrauen. 1971 eröffnete das Unternehmen seinen ersten Supermarkt in Xalapa, Veracruz. In 2005 it bought 29 supermarkets from Carrefour in Central and Southern Mexico. 2005 kaufte das Unternehmen 29 Supermärkte von Carrefour in Zentral- und Südmexiko. Zu den Hauptkonkurrenten von Chedraui zählen große Lebensmittelhändler und Supermärkte wie Soriana, Wal-Mart und Comercial Mexicana.